# Jack George
John Edwin George, Jr. (ur. 13 listopada 1928 r. w Swissvale, zm. 30 stycznia 1989) – amerykański koszykarz, obrońca, uczestnik spotkań gwiazd NBA, zaliczony do drugiego składu najlepszych zawodników ligi.

## Osiągnięcia
NBA
- Mistrz NBA (1956)[3]
- 2-krotny uczestnik meczu gwiazd NBA (1956–1957)[1]
- Wybrany do II składu NBA (1956)[2]